# Right Now (Na Na Na)
Right Now (Na Na Na) är den första singeln från Akons tredje studioalbum, Freedom. Sången är i R&B- och danspopgenren och samplar "Wouldn't It Be Good" av Nik Kershaw. Den blev tillgänglig för nedladdning på Itunes den 23 september 2008. Det finns en officiell remix av "Right Now (Na Na Na)" med Kat DeLuna.
Den officiella musikvideon för "Right Now (Na Na Na)" regisserades av Anthony Mandler och släpptes den 6 november 2008. I videon spelar Akon en agent på ett uppdrag där han måste hitta en tjej (samma tjej som från videon till hans låt "Don't Matter") som har kännedom om hemlig information. Han kommer ihåg de bra stunderna han haft tillsammans med sin nya flickvän, spelad av den jamaicanska modellen Cindy Wright, men ligger ändå med tjejen från "Don't Matter", får tag på informationen och blir i slutändan ensam. Musiken börjar efter att videon visats i en minut.
"Right Now (Na Na Na)" debuterade på plats nummer 17 på Billboardlistans "Hot 100" den 2 oktober och klättrade sedan till topp tio och plats 8. Det är Akons sjunde hitsingel i topp tio som huvudartist, och hans trettonde sammanlagt. Den nådde som bäst plats 48 på Sverigetopplistan. Den certifierades guld i Australien och Nya Zeeland med över 35 000 respektive 7 500 sålda exemplar. den är bra